# Kim Dzsiszu (énekesnő)

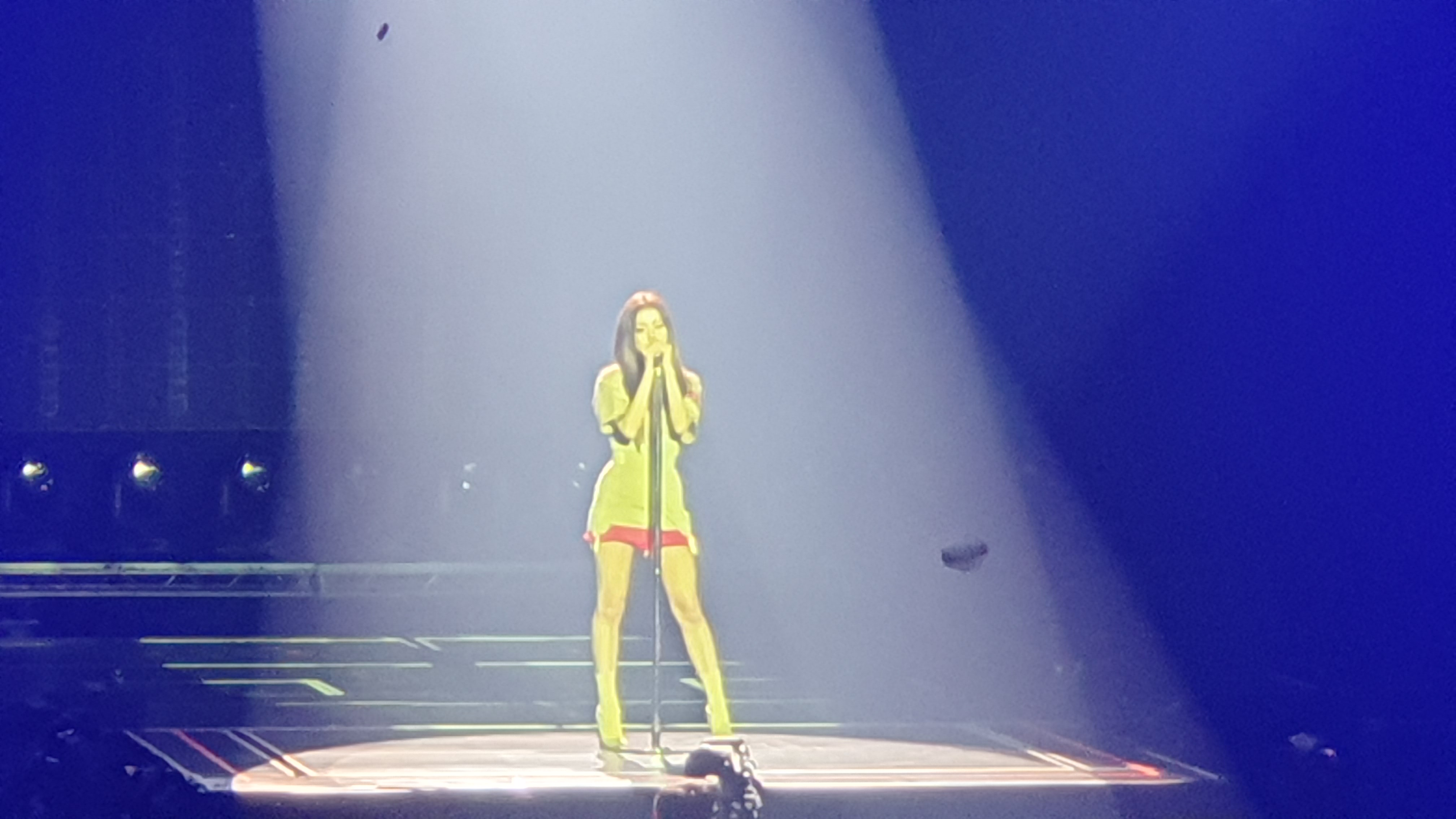
Jisoo az amszterdami koncerten 2019-ben

Kim Dzsiszu (hangul: 김지수, handzsa: 金智秀, RR: Kim Ji-su), művésznevén Dzsiszu, angolos átírással Jisoo (Kunpho (Gunpo), 1995. január 3. –) koreai énekesnő, színésznő, a Blackpink K-pop-lányegyüttes tagja. 2018-ban a Gallup Korea felmérése szerint a tizedik legnépszerűbb K-pop-idol volt Koreában. 2023-ban Me című minialbumával debütált szólóban, melyen a Flower és az All Eyes on Me szerepel. 2025-ben már saját cégén belül adta ki következő minialbumát, az Amortage-t, melyen a címadó earthquake mellett a Your Love, TEARS és a Hugs&Kisses szerepel.

## Élete és pályafutása
2011-ben lett a YG Entertainment gyakornoka. 2015-ben a KBS2 televízió The Producers című sorozatában kapott kisebb szerepet. Ebben az évben számos Samsonite-reklámban szerepelt I Minho (Lee Minho) oldalán, valamint az LG Electronics és a Nikon promócióiban is részt vett.
2016-ban a Blackpink együttes tagjaként debütált. 2017 és 2018 között az SBS televízió The Music Trend című műsorának egyik műsorvezetője volt. 2019-ben az Arthdali krónikák című sorozatban kapott kisebb epizódszerepet.
Az énekesnő Koreában számos márka, például a Dior és a Kiss Me arca.
2020 augusztusában a YG Entertainment megerősítette, hogy a JTBC egyik K-drámájában, a Snowdrop-ban szerepelt. Csong Hein (jeong Haein)nel. 2021. december 18-án debütált színésznőként. A sorozat nagy botrányt váltott ki, mondván, hogy az 1987-es történelmi eseményeket romantikus színben tüntették fel. A betiltást kérelmező petíciót több, mint háromszázezren írtak alá.